# Star Trek (série original)
Star Trek (no Brasil, Jornada nas Estrelas; em Portugal, O Caminho das Estrelas) é uma série de televisão norte-americana de ficção científica criada por Gene Roddenberry, produzida pela Desilu Productions (mais tarde pela Paramount Television) e exibida pela NBC de 8 de setembro de 1966 até 3 de junho de 1969.
Apesar de seu título ser Star Trek, adquiriu o retrônimo de Star Trek: The Original Series para se diferenciar de suas sequências e do universo ficcional criado. Ela se passa no século XXIII. A série segue as aventuras da tripulação da nave estelar USS Enterprise, comandada pelo Capitão James T. Kirk, o Primeiro Oficial Comandante Spock e o Oficial Médico Chefe Leonard McCoy. O monólogo de introdução narrado por William Shatner em cada episódio estabelece o propósito da nave:
| “ | O espaço: a fronteira final. Estas são as viagens da nave estelar Enterprise. Em sua missão de cinco anos... para explorar novos mundos... para pesquisar novas formas de vida e novas civilizações... audaciosamente indo onde nenhum homem jamais esteve. | ” |

Quando Star Trek estreou na NBC em 1966 não foi um sucesso. Inicialmente, seus Nielsen Ratings foram baixos. Antes do final da primeira temporada, alguns executivos da NBC queriam cancelar o programa devido aos seus índices baixos de audiência.
Ao final de sua segunda temporada, a série foi quase cancelada novamente. Devido a uma campanha dos fãs, a série recebeu uma terceira temporada, porém a NBC mudou o dia de exibição para o "horário da morte" de sexta-feira, 22:00. Star Trek foi cancelada ao final de sua terceira temporada depois de 79 episódios. Entretanto, isso foi o suficiente para o programa ir para a sindicação, permitindo se tornar extremamente popular com reprises durante a década de 1970. O sucesso do programa foi seguido por outras seis séries de televisão, duas séries de animação e treze filmes. O Guinness World Records reconhece Star Trek como a série de televisão com o maior número de spin-offs da história.

## Criação e desenvolvimento
Em 1964, Gene Roddenberry, um grande fã de ficção científica, esboçou uma proposta de uma série de televisão de ficção científica chamada de Star Trek. Ela se passaria a bordo de uma grande nave estelar cuja tripulação se dedicaria a exploração de uma parte da Via Láctea.
Algumas das influências de Roddenberry foram os contos de A. E. van Vogt sobre a nave estelar Space Beagle, a série Marathon de Eric Frank Russell e o filme Forbidden Planet (1956). Outras pessoas viram paralelos com as séries Rocky Jones, Space Ranger, uma série menos sofisticada que inclui muitos elementos; como a organização, missões, relações da tripulação, desenho da ponte e até tecnologia que foram partes de Star Trek. Roddenberry também se inspirou nos livros de Horatio Hornblower, escritos por C. S. Forrester, sobre um capitão de navio que exerce autoridade em missões distantes de propósito nobre. Roddenberry frequentemente dizia, de forma bem humorada, que James T. Kirk era o "Horatio Hornblower do espaço".
Roddenberry tinha grande experiência em escrever séries sobre o Velho Oeste que eram bastante populares nos anos 1950 e 1960, chamando seu novo programa de um "vagão de trem para as estrelas". Em 1964, Roddenberry assinou um contrato para desenvolver um programa em três anos com a produtora independente Desilu Productions. Em seu conceito original, o protagonista era o Capitão Robert April da nave estelar SS Yorktown. O personagem depois foi transformado no Capitão Christopher Pike.
O conceito de Star Trek foi apresentado primeiramente para a CBS, que recusou em favor da série Lost in Space, criada por Irwin Allen. Roddenberry então apresentou Star Trek para o chefe da Desilu Studio, Herb Solow, que eventualmente aceitou o projeto. Solow então vendeu os direitos de Star Trek para a NBC, que pagou pelo piloto rejeitado "The Cage", que foi descrito como "muito cerebral". Mesmo assim, os executivos da NBC ainda ficaram impressionados com o conceito, e perceberam que as falhas se deviam parcialmente ao roteiro que eles mesmos haviam aprovado. Os executivos da NBC então fizeram uma decisão pouco comum, encomendaram um novo piloto, usando o roteiro chamado "Where No Man Has Gone Before". Apenas o personagem de Spock, interpretado por Leonard Nimoy, permaneceu no segundo piloto, e apenas Majel Barrett e Nimoy permaneceram no elenco. O novo piloto foi aprovado pela NBC e Star Trek foi agendado para estrear no outono de 1966.
O segundo piloto introduziu o resto do elenco principal: Capitão Kirk (William Shatner), Engenheiro Chefe Tenente-Comandante Scott (James Doohan) e o Tenente Sulu (George Takei). Paul Fix interpretou o Dr. Mark Piper no segundo piloto; Leonard McCoy (DeForest Kelley) só se juntou ao elenco após o início das filmagens da primeira temporada. Também se juntou a tripulação permanente a Oficial de Comunicações, Tenente Uhura (Nichelle Nichols), a primeira mulher afro-americana a ter um papel tão importante em uma série americana. Walter Koenig se juntou ao elenco como o Alferes Pavel Chekov no início da segunda temporada.

## Produção

A nave estelar Enterprise.

A equipe de produção do programa incluíam o diretor de arte Matt Jefferies. Jefferies criou o desenho da nave estelar Enterprise e a maioria de seus interiores. Suas contribuições a série foram honradas com o "tubo Jefferies", um tubo de equipamentos usado em várias séries de Star Trek. Além de trabalhar com seu irmão, John Jefferies, para criar os fasers, ele também desenvolveu o desenho da ponte de comando, baseado no conceito original de Pato Guzman. Jefferies usou suas experiências na II Guerra Mundial e seu conhecimento de aeronaves para criar o traçado elegante, funcional e ergonómico da ponte.
O figurinista de Star Trek foi William Ware Theiss, que criou os uniformes da Frota Estelar usados pela tripulação da Enterprise, os figurinos usados pelas atrizes convidadas e o de vários alienígenas, incluindo os klingons, vulcanos e romulanos.
O artista e escultor Wah Chang, que trabalhou para a Walt Disney Company, foi contratado para criar os objetos de cena: ele criou os famosos comunicadores, muitas vezes creditado como  influência para os celulares. Chang também criou os tricorders e vários dos equipamentos usados na engenharia e enfermaria. Ele também ajudou a criar alguns dos mais memoráveis alienígenas da série, como os Gorn e a Horta.

### NBC

#### 1ª Temporada: 1966-1967
A NBC encomendou 16 episódios de Star Trek, além de "Where No Man Has Gone Before". O primeiro episódio regular de Star Trek estreou em uma terça-feira, 8 de setembro de 1966 das 20:30 até 21:30. As críticas foram mistas; enquanto o The Philadelphia Inquirer e o San Francisco Chronicle gostaram da série, o The New York Times e o Boston Globe foram menos favoráveis, e a Variety previu que o programa "não vai funcionar", chamando-o de "uma incrível e melancólica bagunça de confusão e complexidades". Estreando contra apenas reprises, Star Trek facilmente ganhou o primeiro lugar em audiência. Na semana seguinte, contra novos programas, caiu para segundo. Esteve na 33ª posição, de 94ª, nas duas semanas seguintes, antes da cair novamente agora para 51º.
Os índices de audiência da primeira temporada de Star Trek fariam em anos anteriores a NBC cancelar o programa. A emissora havia sido pioneira em pesquisar os espectadores através de perfis demográficos no início da década de 1960, entretanto, em 1967 ela e outras cada vez mais consideravam tais dados ao tomar decisões; por exemplo, a CBS cancelou temporariamente Gunsmoke naquele ano porque a série tinha muitos espectadores velhos e poucos jovens. Apesar de Roddenberry ter afirmado posteriormente que a NBC não sabia dos demográficos favoráveis de Star Trek, o conhecimento do público de "qualidade" de Star Trek é o que provavelmente fez a emissora manter a série em sua grade de programação depois da primeira e segunda temporadas. A NBC decidiu encomendar mais 10 novos episódios para a primeira temporada, e encomendou uma segunda temporada em março de 1967. Foi originalmente anunciado que o programa passaria às 19:30 das terças-feiras, porém recebeu o horário das 20:30 às sextas-feiras quando a programação de 1967-68 da NBC foi anunciada, sendo difícil para os jovens espectadores que o programa atraia assisti-la.

#### 2ª Temporada: 1967-1968

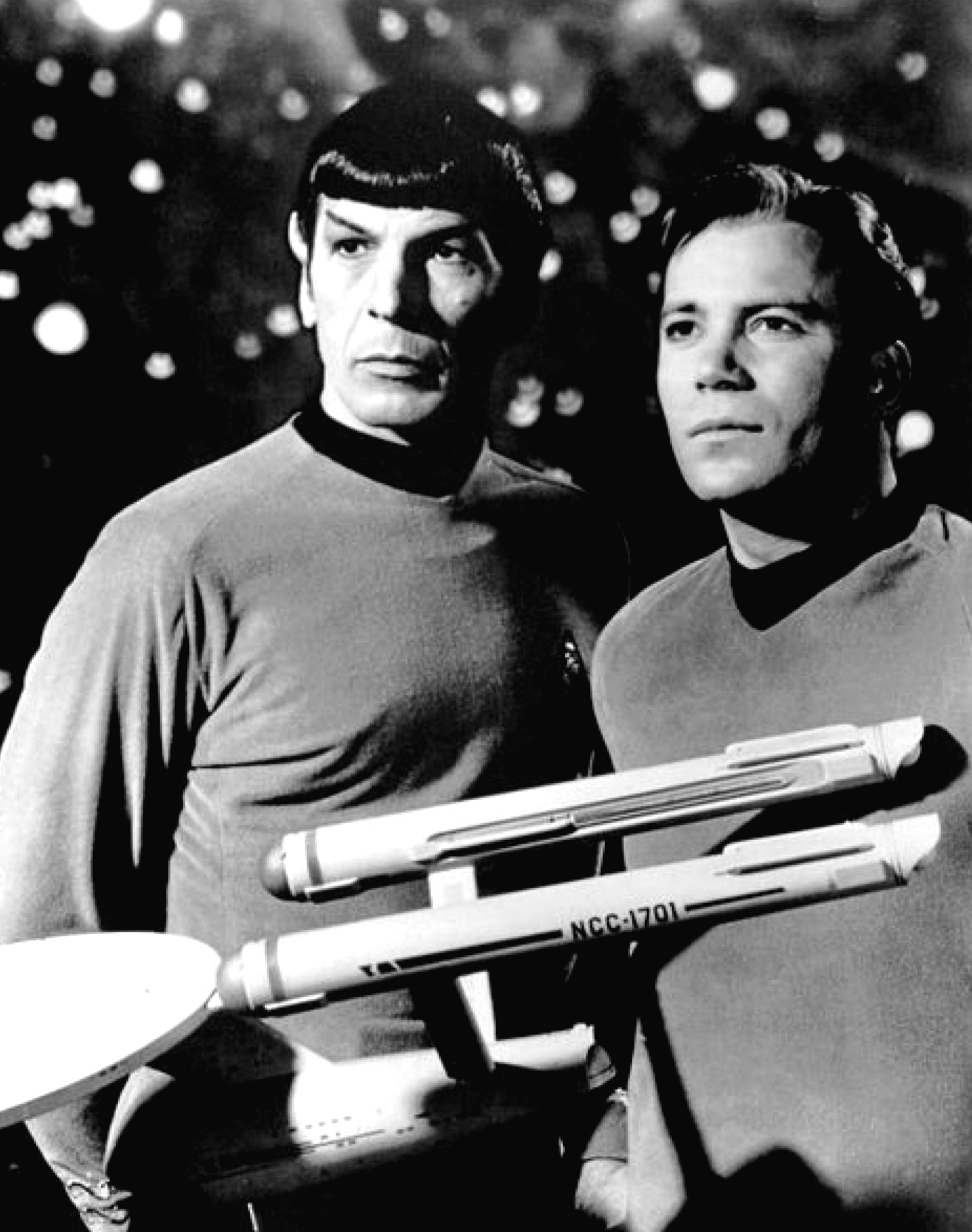
O capitão Kirk e seu companheiro Spock em foto promocional de 1968

Os índices de audiência de Star Trek continuaram a cair durante sua segunda temporada. Apesar de Shatner achar que o programa iria acabar após duas temporadas, até começando a preparar novos projetos, a NBC talvez nunca considerou seriamente o cancelamento da série. No começo de janeiro de 1968, a Associated Press reportou que as chances de Star Trek ser renovado para uma terceira temporada eram "excelentes". A série tinha índices melhores que Hondo da ABC, e os programas da CBS estavam no Top 15 dos Nielsen ratings. Mais uma vez, os demográficos ajudaram Star Trek a sobreviver. Ao contrário da crença popular entre os fãs, a série não tinha um grande público de jovens espectadores do que sua competição. A pesquisa da emissora, entretanto, indicou que Star Trek tinha uma "audiência de qualidade", incluindo "homens bem educados de renda alta", e que outros programas da NBC tinham índices gerais mais baixos.
O que surpreendeu a NBC foi o entusiasmo dos espectadores de Star Trek. O programa era diferente na sua discussão séria sobre questões sociais contemporâneas em um contexto futurista, diferente de Lost in Space. No final de 1967, quando o rumor se espalhou que a série corria risco de cancelamento, Bjo Trimble, seu marido John, e outros fãs organizaram um esforço sem precedentes que persuadiu milhares de fãs a escrever cartas de apoio a série para salvá-la do cancelamento. A emissora já havia recebido 29.000 cartas de fãs — mais do que qualquer outro programa, com a exceção de The Monkees — na primeira temporada de Star Trek. A NBC recebeu quase 116.000 cartas entre dezembro de 1967 e março de 1968, incluindo 52.000 apenas no mês de fevereiro. Colunistas de jornais encorajavam os leitores a escrever cartas para ajudar a salvar "o melhor programa de ficção científica no ar". Mais de 200 estudantes do Instituto de Tecnologia da Califórnia (Caltech) marcharam até o estúdio da NBC em Burbank, Califórnia, para apoiar Star Trek em janeiro de 1968, carregando cartazes dizendo "Escolham Spock" e "Poder Vulcano". Estudantes da Universidade da Califórnia em Berkeley e do Instituto de Tecnologia de Massachusetts organizaram protestos similares em San Francisco e em Nova York. As cartas apoiando Star Trek, cujos autores incluíam o Governador de Nova York Nelson Rockefeller, eram diferentes tanto em quantidade quanto em qualidade do que as recebidas pelas emissoras por outros programas:
| “ | O programa, de acordo com as 6.000 cartas que chegavam por semana (mais do que qualquer outro na televisão), é assistido por cientistas, curadores de museus, psiquiatras, doutores e professores de universidade. O Instituto Smithsoniano pediu uma cópia do programa para seus arquivos, o único programa a receber tal honra. | ” |

e
| “ | Grande parte das cartas vinha de doutores, cientistas, professores e outros tipos de profissionais, e eram na maior parte letrados — e escritos em papel de escritório. E se há algo que uma emissora quer mais do que índices Nielsen altos é o prestígio de um programa que apela para audiências de classes média e alta. | ” |

A NBC — que usava muito tais anedotas na publicidade de seus programas — tomou a decisão incomum de anunciar depois da exibição do episódio "The Omega Glory" em 1 de março de 1968 que a série havia sido renovada, e pediu para os espectadores pararem de enviar cartas. Isso levou ao número similar de cartas de agradecimento.

#### 3ª Temporada: 1968-1969
A NBC planejou mover Star Trek para às segundas-feiras na terceira temporada, provavelmente com a esperança de aumentar a audiência depois da enorme campanha por cartas ter surpreendido a emissora. Em março de 1968, a NBC decidiu mover o programa para às 22:00 de sexta-feira, o "Horário da Morte", uma hora considerada indesejável para o público jovem, para que não entrasse em conflito com o altamente popular Rowan & Martin's Laugh-In. Além do horário indesejável, Star Trek estava sendo exibido em apenas 181 das 210 afiliadas da NBC.
Roddenberry tentou convencer a NBC a dar Star Trek um horário melhor, porém não foi bem sucedido. Como resultado, ele escolheu se retirar do estresse diário da produção de Star Trek, apesar de nominalmente permanecer como "produtor executivo". Roddenberry reduziu seu envolvimento direto com a série no começo da temporada 1968-69, sendo substituído por Fred Freiberger como produtor da série. Em seguida, a NBC reduziu significantemente o orçamento de Star Trek para cada episódio, e o comercial por minuto caiu de US$ 39.000 para US$ 36.000, comparado a segunda temporada. Nichelle Nichols descreveu os cortes no orçamento como um esforço intencional para matar Star Trek:
| “ | Enquanto a NBC fingiu expandir a audiência de Star Trek, ela reduziu o orçamento da nossa produção até estarmos quase 10% mais baixo do que em nossa primeira temporada... Esse é o motivo da terceira temporada ter menos tomadas externas, por exemplo. Roteiristas de primeira, atores convidados de primeira, qualquer coisa de primeira que se precisava era díficil chegar a nós. Assim, o falecimento de Star Trek se tornou uma profecia auto-realizável. E eu posso garantir, era exatamente como ela foi concebido para ser. | ” |

O último dia de filmagens de Star Trek foi 9 de janeiro de 1969, depois de 79 episódios a NBC cancelou a série apesar de outra tentativa de campanha por cartas vinda dos fãs.

#### Versão 2017
Em julho de 2016, a rede americana de TV CBS e o serviço de streaming Netflix anunciaram um acordo para produzir Star Trek, versão remodelada do clássico de ficção científica, com estreia mundial marcada para janeiro de 2017. As filmagens da nova série começam em setembro de 2016, no Canadá.
Ainda não foram divulgados detalhes da trama, mas, segundo o comunicado divulgado pelas empresas, a franquia retorna “com uma nova nave, novos personagens e missões - ao mesmo tempo com a mesma ideologia e esperança no futuro que inspiraram gerações.”

### Sindicação
Apesar da qualidade da maioria dos episódios da terceira temporada ter sido baixa, ela deu a Star Trek o número de episódios suficientes para entrar na sindicação. A maioria dos programas necessitava de pelo menos cinco temporadas para a sindicação. A Kaiser Broadcasting, entretanto, já havia comprado os direitos de sindicação de Star Trek durante a primeira temporada para estações em várias grandes cidades. A companhia fez o acordo incomum porque ela viu a série como uma contraprogramação efetiva contra os programas de notícias das 18:00 das três grandes emissoras. A Paramount começou a anunciar as reprises em março de 1969; já que os índices da Kaiser eram bons, outras estações, como a WPIX em Nova York, também compraram os episódios, para contraprogramação similar.
Através da sindicação, Star Trek encontrou uma audiência muito maior daquela da NBC, se tornando um clássico cult. Em 1970, as propagandas da Paramount mostravam que a série tinha índices de audiência significantemente melhores, e o Los Angeles Times comentava sobre a habilidade de Star Trek de "adquirir os índices mais inviáveis no campo da sindicação". Em 1972, "o programa que não vai morrer" foi ao ar em mais de 100 cidades americanas e 60 países diferentes, com mais de 3.000 fãs comparecendo a primeira convenção de Star Trek em Nova York. Os fãs do programa se tornaram cada vez mais organizados, se juntando em convenções para trocar objetos, encontrar atores da série e assistir a exibições de episódios antigos. Tais fãs se tornaram conhecidos como "Trekkers", que eram famosos (e regularmente ridicularizados) por sua devoção a série e seus conhecimentos enciclopédicos de cada episódio. Diferentemente de outras reprises por sindicação, os preços de Star Trek cresceram ao invés de decaírem com o passar do tempo, devido ao fato dos fãs adorarem ver e rever os episódios inúmeras vezes; em 1987, a Paramount estava ganhando US$ 1 milhão por cada episódio na sindicação, e em 1994, as reprises ainda iam ao ar em 94% do território americano.

## Elenco
| Ator              | Personagem       | Posto                                         | Patente                       |
| ----------------- | ---------------- | --------------------------------------------- | ----------------------------- |
| William Shatner   | James T. Kirk    | Oficial Comandante                            | Capitão                       |
| Leonard Nimoy     | Spock            | Primeiro Oficial Oficial de Ciências          | Tenente-Comandante Comandante |
| DeForest Kelley   | Leonard McCoy    | Oficial Médico Chefe                          | Tenente-Comandante            |
| James Doohan      | Montgomery Scott | Segundo Oficial Engenheiro Chefe              | Tenente-Comandante            |
| Nichelle Nichols  | Nyota Uhura      | Oficial de Comunicações                       | Tenente                       |
| George Takei      | Hikaru Sulu      | Piloto Armas                                  | Tenente                       |
| Walter Koenig     | Pavel Chekov     | Navegador Oficial de Segurança Oficial Tático | Alferes                       |
| Majel Barrett     | Christine Chapel | Enfermeira                                    | Tenente                       |
| Grace Lee Whitney | Janice Rand      | Ordenança do Capitão                          | Ordenança                     |

Sulu e Uhura não receberam primeiros nomes na série. O primeiro nome de Sulu, Hikaru, foi revelado apenas em Star Trek VI: The Undiscovered Country. O primeiro nome de Uhura nunca foi mencionado em tela, porém o nome Nyota foi usado em muitos livros. Foi oficializado o nome Nyota pela primeira vez no filme de 2009. O nome do meio de Kirk nunca foi falado na série até o episódio de The Animated Series "Bem". Devido a conflitos internos sobre a canonidade da The Animated Series no universo de Star Trek, o nome do meio de Kirk, Tiberius, só foi revelado em The Undiscovered Country. Uma lápide no segundo piloto da série mostra o nome "James R. Kirk". Porém, isso é frequentemente explicado como um erro do personagem Gary Mitchell, que criou a lápide, por não conhecer o nome verdadeiro de Kirk.
Majel Barrett também fez a voz do computador da USS Enterprise na The Original Séries e em outras séries e filmes de Star Trek. Ela também interpretou a pilota e primeira oficial de Christopher Pike no piloto rejeitado "The Cage". Ela e Gene Roddenberry se casaram em 1969.
Tinha-se a intenção de se expandir o papel de Sulu na segunda temporada, porém como George Takei estava ocupado filmando o filme The Green Berets, ele participou apenas de metade da temporada, com suas falas sendo entregues a Walter Koenig como o jovem navegador russo Pavel Chekov. Quando Takei retornou, os dois tiveram de dividir o mesmo camarim e o mesmo roteiro.
Além dos personagens principais, a série frequentemente incluía (geralmente seguranças vestidos de vermelho) que eram mortos ou se machucavam logo após sua introdução. Tal artifício foi usado tão frequentemente que o termo "camisa vermelha" virou sinônimo de um personagem dispensável cujo único propósito era morrer violentamente para demonstrar o perigo que os personagens principais iriam enfrentar.

### Caracterizações

Foto promocional do elenco de Star Trek para sua terceira temporada. Da esquerda para a direita: James Doohan, Walter Koenig, DeForest Kelley, Majel Barrett, William Shatner, Nichelle Nichols, Leonard Nimoy e George Takei.

Star Trek fez de seu elenco, desconhecido na época, celebridades. Kelley havia aparecido em vários filmes e séries de televisão, porém em papéis pequenos, na maioria como vilão. Nimoy tinha experiências na TV e em filmes, porém não era conhecido. Nimoy havia aparecido com Shatner no episódio "The Project Strigas Affair" da série The Man from U.N.C.L.E., dois anos antes de Star Trek. Antes da série, Shatner já era conhecido, tendo feito vários papéis notáveis em filmes, interpretado Cyrano de Bergerac na Broadway. Porém, quando os papéis se tornaram escassos, ele aceitou o papel de regular na série após o contrato de Jeffrey Hunter não foi renovado. Após alguns episódios, os membros do elenco começaram a se sentir marcados por seus papéis em Star Trek. Entretanto, Michael Dorn, que interpretou Worf em The Next Generation e em Deep Space Nine, afirmou em 1991 que: "se o que aconteceu com o primeiro elenco se chama ficar marcado, então eu quero ficar marcado. Claro, eles não conseguiram trabalho depois de 'Trek'. Porém eles estão fazendo o sexto filme. Nomeie outro alguém na televisão que fez seis filmes!".
g
Os três protagonistas principais eram Kirk, Spock e McCoy; com os roteiristas frequentemente "brincando" com suas personalidades: Kirk era impulsivo e às vezes agressivo, porém com um astuto senso de humor; Spock era frio e lógico; e McCoy era sarcástico mas sempre compassivo. Em várias histórias os três entravam em choque, com Kirk sendo forçado a fazer uma decisão difícil enquanto Spock mostrava o caminho lógico, e às vezes duro, da situação e McCoy (ou Magro) tentava fazer as coisas que iriam causar menos mal. McCoy e Spock tinham uma relação conturbada que mascarava o verdadeiro sentimento de afeição e respeito de um pelo outro. Suas discussões constantes se tornaram muito populares entre os fãs. A ênfase do programa no diálogo era tão grande que o diretor e roteirista de Star Trek Nicholas Meyer chamou a série de um rádio drama, mostrando um episódio da série para estudantes de cinema sem o vídeo para provar que o enredo ainda era compreensível.
O personagem de Spock foi inicialmente rejeitado pelos executivos da emissora por acharem sua aparência um pouco "satânica", algo que eles acharam que iria perturbar os espectadores. A NBC ainda apagou suas orelhas pontudas e redesenhou suas sobrancelhas nos materiais promocionais divulgados e enviados a outras emissoras afiliadas. Spock, entretanto, se tornou o personagem mais popular entre os fãs, junto com a personalidade de médico do interior de McCoy. Spock, na verdade, se tornou até um símbolo sexual, algo que ninguém envolvido na série poderia prever. Nimoy notou que a questão da extraordinária sensualidade de Spock surgiu "quase todas as vezes que eu falava com alguém na imprensa... Nunca demonstrei que a questão de Spock ser um símbolo sexual é estúpida".

### Aparições em outras séries
Como sequência da série original, Star Trek: The Next Generation, que estreou em 1987, se passava aproximadamente 80 anos depois dos eventos da TOS. Enquanto a série e seus spin-offs progrediam, várias personagens de TOS fizeram aparições especiais:
- DeForest Kelley, um almirante de 137 anos, inspecionou a USS Enterprise-D durante sua primeira missão no episódio "Encounter at Farpoint".
- Montgomery Scott, cronologicamente com 147 anos, porém fisicamente com 72 por passar 75 anos preso no transporte, é resgatado pela tripulação da Enterprise-D e continua sua vida no episódio "Relics".
- Spock, agora um embaixador vulcano, vai sorrateiramente para o Império Estelar Romulano na esperança de conseguir uma existência pacífica entre os romulanos e a Federação Unida dos Planetas e uma reunificação com a sociedade vulcana nos episódios "Unification". Eventualmente, Romulus e a Federação são ameaçadas por uma supernova, com Spock propondo uma solução para a potencial catástrofe. Infelizmente, Spock não consegue impedir a destruição de Romulus. O romulano Nero, que observou toda a tragédia, culpa Spock pela perda do planeta e de sua família. Nero persegue Spock porém os dois são pegos no horizonte de evento de um buraco negro artificial que Spock criou para consumir a supernova. Os dois viajam até o passado criando uma realidade alternativa. (Star Trek)
- Sarek (interpretado por Mark Lenard), pai de Spock, continua como embaixador no próximo século, morrendo em Vulcano na primeira parte de "Unification", tendo anteriormente aparecido no episódio "Sarek". Lenard também interpretou Sarek em três dos seis filmes da série original.
- James T. Kirk desaparece durante a viagem inaugural da Enterprise-B. Ele é resgatado da Nexus 78 depois pelo Capitão Jean-Luc Picard para ajudá-lo a derrotar o Dr. Tolian Soran. (Star Trek Generations)
- Kang, Koloth e Kor, os três klingons que apareceram em "Day of the Dove", "The Trouble with Tribbles" e "Errand of Mercy", continuam a servir o Império no século XXIV. Eles aparecem em Star Trek: Deep Space Nine, Kang e Koloth em "Blood Oath" e Kor em "The Sword of Kahless" e "Once More Unto the Breach". Uma versão mais jovem de Kang aparece em Star Trek VI: The Undiscovered Country e no episódio de Star Trek: Voyager "Flashback".
- Sulu, como capitão da USS Excelsior, e Janice Rand aparecem no episódio "Flashback", de Voyager.
- Arne Darvin, o klingon disfarçado de humano de "The Trouble with Tribbles", aparece no episódio "Trials and Tribble-ations" de Deep Space Nine com a intenção de retornar a Estação Espacial K-7 para assassinar James Kirk.

## Episódios
Em termos de roteiro, Star Trek é notável por ser uma das primeiras séries de ficção científica a utilizar os serviços de vários escritores do gênero, como Norman Spinrad, Harlan Ellison e Theodore Sturgeon, como também vários roteiristas famosos da época. A editora de roteiros Dorothy C. Fontana, originalmente secretária de Roddenberry, também foi vital para o sucesso de Star Trek, ela editou a maioria dos roteiros da série e até escreveu alguns episódios. Era creditada como D. C. Fontana, seguindo uma sugestão de Roddenberry, já que ele achava que uma mulher não seria levada a sério em uma área dominada por homens.
Vários temas notáveis foram abordados durante série, muitos envolviam a exploração de grandes questões enfrentadas pelos Estados Unidos na década de 1960, incluindo racismo, nacionalismo, sexismo e guerras. Roddenberry utilizou a alegoria de uma nave estelar do futuro para explorar essas questões. Apesar de Sammy Davis, Jr. e Nancy Sinatra terem rapidamente se beijado em dezembro de 1967 no programa Movin' With Nancy, Star Trek foi a primeira série americana a mostrar um beijo interracial (entre Kirk e Uhura no episódio "Plato's Stepchildren"), apesar do beijo ter sido mímica (ocultado pela cabeça de Uhura) e mostrado como involuntário.
Episódios como "The Apple", "Who Mourns for Adonais?", "The Mark of Gideon" e "The Return of the Achorns" apresentam uma visão antirreligiosa (devido a visão humanista secular de Roddenberry). "Bread and Circuses" e "The Omega Glory" possuem temas mais pró-religião e patriota.
Roddenberry também queria usar a série para abaixar a censura e restrições da NBC ao disfarçar temas potencialmente controversos com ficção científica. Interferência da emissora e/ou dos patrocinadores, até o ponto de censurar roteiros e filmagens, era algo comum na década de 1960 e Star Trek sofreu com isso. Roteiros eram vetados ou censurados pelo Departamento de Padrões de Transmissão da NBC, que anotava todas as mudanças e cortes necessários.
A série também é famosa por seu senso de humor, como as discussões de Spock e McCoy. Episódios como "The Trouble with Tribbles", "I, Mudd" e "A Piece of the Action", entretanto, foram escritos em sua totalidade como comédias. O humor de Star Trek foi diminuído nas séries seguintes e nos filmes, com grandes exceções como Star Trek IV: The Voyage Home.
Vários episódios usaram o conceito de uma Terra duplicada, permitindo o reuso de cenários e objetos já existentes. "Bread and Circuses", "Miri" e "The Omega Glory" apresentam esses mundos. Três episódios, "A Piece of the Action", "Patterns of Force" e "Plato's Stepchildren" são baseados em planetas alienígenas que adotaram culturas antigas da Terra (período da Lei Seca em Chicago, Alemanha Nazista e Grécia Antiga, respectivamente). Entretanto, "A Piece of the Action" e "Patters of Force" mostram isso como resultado de contaminações de terráqueos, antes ou depois da criação da Primeira Diretriz.
Todos os 79 episódios foram digitalmente remasterizados pela CBS Home Entertainment, distribuídos pela Paramount e lançados em DVD e Blu-Ray.

### Episódios notáveis
De acordo com a Entertainment Weekly, os dez melhores episódios de Star Trek são:
1. "The City on the Edge of Forever"
2. "Space Seed"
3. "Mirror, Mirror"
4. "The Doomsday Machine"
5. "Amok Time"
6. "The Devil in the Dark"
7. "The Trouble with Tribbles"
8. "This Side of Paradise"
9. "The Enterprise Incident"
10. "Journey to Babel"

A IGN também listou seus dez melhores:
1. "The City on the Edge of Forever"
2. "Balance of Terror"
3. "Mirror, Mirror"
4. "Space Seed"
5. "The Trouble With Tribbles"
6. "Where No Man Has Gone Before"
7. "The Enemy Within"
8. "The Naked Time"
9. "This Side of Paradise"
10. "Arena"

## Música

### Tema
O tema de abertura da série, imediatamente reconhecido por muitos, foi escrito por Alexander Courage e apareceu em vários spin-offs de Star Trek e em seus filmes. Gene Roddenberry subsequentemente escreveu uma letra para acompanhar a melodia, apesar da letra nunca ter sido usada, nem Roddenberry tinha a intenção de isso ocorrer; isso permitiu que ele detivesse 50% dos royalties da música. Courage considerou as ações de Roddenberry, apesar de totalmente legais, muito antiéticas. O produtor Robert H. Justman escreveu em seu livro, Inside Star Trek: The Real Story, que o filme do Dr. Doolittle impediu que Courage trabalhasse em mais de dois episódios na primeira temporada. Entretanto, Justman não conseguiu convencer o compositor a retornar para a segunda temporada e achou que ele havia perdido o entusiasmo na série devido ao incidente dos "royalties". Courage retornou para fazer a trilha de dois episódios da terceira temporada.

### Trilha sonora
Por razões orçamentárias, a série reutilizou muitas músicas escritas para outros episódios. Dos 79 episódios que foram exibidos, apenas 31 tinham uma trilha completa ou parcial feita especificamente para eles. O restante das músicas eram tiradas de outros episódios. Quais episódios teriam uma trilha específica ficava a cargo do produtor Robert Justman.
Créditos para os compositores eram baseados na quantidade de música composta para, ou composta e reusada, no episódio. Alguns desses créditos ocasionalmente eram incorretos. Oito compositores foram contratados para criar a trilha sonora da série em sua exibição original: Alexander Courage, George Duning, Jerry Fielding, Gerald Fried, Sol Kaplan, Samuel Matlovsky, Joseph Mullendore e Fred Steiner. Os compositores conduziram suas próprias composições. Dos compositores, Steiner compôs a música de treze episódios e é seu o arranjo do tema de Courage nos créditos finais.
As músicas reutilizadas eram escolhidas e editadas no episódio pelos editores musicais, os principais eram Robert Raff (primeira temporada), Jim Henrikson (primeira e segunda temporada) e Richard Lapham (terceira temporada).
As gravações originais das músicas foram lançadas comercialmente nos Estados Unidos pela GNP Crescendo Records Co.

## Prêmios
Apesar da série nunca ter vencido um Emmy Award, foi indicada nas seguintes vezes:
- Melhor Série Dramática (Gene Roddenberry e Gene L. Coon), 1967
- Melhor Série Dramática (Gene L. Coon), 1968
- Melhor Ator Coadjuvante (Leonard Nimoy), 1967, 1968 e 1969
- Melhor Ator Convidado (Frank Gorshin), 1969
- Realização Individual em Direção de Arte (Jim Rugg), 1967
- Realização Individual em Fotografia (Darrell Anderson, Linwood G. Dunn, e Joseph Westheimer), 1967
- Realização Individual em Edição de Filme e Som (Douglas Grindstaff), 1967
- Melhor Realização em Edição (Donald R. Rode), 1968
- Classificação Especial de Realização Individual para Efeitos Fotográficos (The Westheimer Company), 1968
- Melhor Realização em Edição (Donald R. Rode), 1969
- Classificação Especial de Realização para Efeitos Fotográficos (The Howard A. Anderson Company, The Westheimer Company, Van der Veer Photo Effects e Cinema Research), 1969

Oito episódios foram indicados a um dos mais prestigiados prêmios de ficção científica, o Hugo Award, na categoria de Melhor Apresentação Dramática. Em 1967, os episódios indicados foram: "The Naked Time", "The Corbomite Maneuver" e "The Menagerie". Em 1968, todos os indicados eram episódios de Star Trek: "Amok Time", "Mirror, Mirror", "The Doomsday Machine", "The Trouble With Tribbles" e "The City on the Edge of Forever". Star Trek venceu nos dois anos com "The Menagerie" e "The City on the Edge of Forever", respectivamente.
Em 1967, Star Trek foi uma das primeiras séries de TV a vencer o NAACP Image Award
Em 1968, o episódio mais aclamado de Star Trek, "The City on the Edge of Forever", escrito por Harlan Ellison, venceu o prestigiado Writers Guild of America Award de Melhor Roteiro para televisão, apesar do prêmio ter sido entregue ao roteiro original de Ellison, não a versão que foi filmada e exibida.

## Remasterização
Em setembro de 2006, a CBS Paramount Domestic Television (conhecida agora como CBS Television Distribution, os detentores atuais dos direitos para a franquia televisiva Star Trek) começou a exibir por sindicação uma versão aprimorada de Star Trek: The Original Series em alta definição com novos efeitos visuais gerados por computador.
Sob a direção do veterano consultor técnico de Star Trek, Michael Okuda, os efeitos visuais e especiais foram recriados para dar à Star Trek: The Original Series uma aparência mais autêntica e um visual mais moderno. Atenção especial foi dada a elementos como a Enterprise, planetas alienígenas e suas imagens mostradas do espaço, planetas vistos de órbita, naves alienígenas e tecnologia como leituras de computador, imagens na tela principal, feixe de feisers, etc.
A restauração e o aprimoramento foram feitos pela CBS Digital. Todas as imagens foram escaneadas em alta definição a partir dos filmes originais de 35 mm. Enquanto era possível retocar e remasterizar alguns dos efeitos visuais, outros tiveram de ser refeitos.
Como é mostrado no "making of" do DVD, os "negativos originais da câmera" de primeira geração foram usados para todas as imagens com exceção das tomadas exteriores de naves, planetas, etc. Mudanças notáveis incluem novas tomadas espaciais de uma Enterprise gerada por computação gráfica, novos modelos de naves alienígenas (por exemplo, a nave Gorn de "Arena"), pinturas de fundo refeitas e alguns outros pequenos ajustes.
Um pequeno número de cenas tiveram de ser recompostas, e em alguns casos novos atores tiveram de ser colocados no fundo de tomadas. Além disso, a música do tema de abertura foi regravada em stereo digital.
O primeiro episódio lançado na sindicação foi "Balance of Terror" no fim de semana de 16 de setembro de 2006. Os episódios foram lançados em um ritmo de um por semana e transmitidos em proporção 4:3. Apesar da hesmaterização HD, a CBS escolheu entregar o pacote da sindicação em definição padrão (SDTV). O formato em HD está atualmente disponível comercialmente antravés de Blu-ray, ou download digital na iTunes Store e Xbox Live.
Enquanto as tomadas de computação gráfica já haviam sido masterizadas no formato 16:9 para aplicações futuras, eles são transmitidos atualmente nos Estados Unidos e no Canadá—junto com as outras imagens—no formato original de 4:3 para respeitar a composição original do programa. Se os produtores decidirem reformatar toda a série em 16:9, todas as imagens teriam de ser recortadas, alargando o quadro para a largura total dos negativos de 35 mm enquanto a altura é diminuída.

## Legado

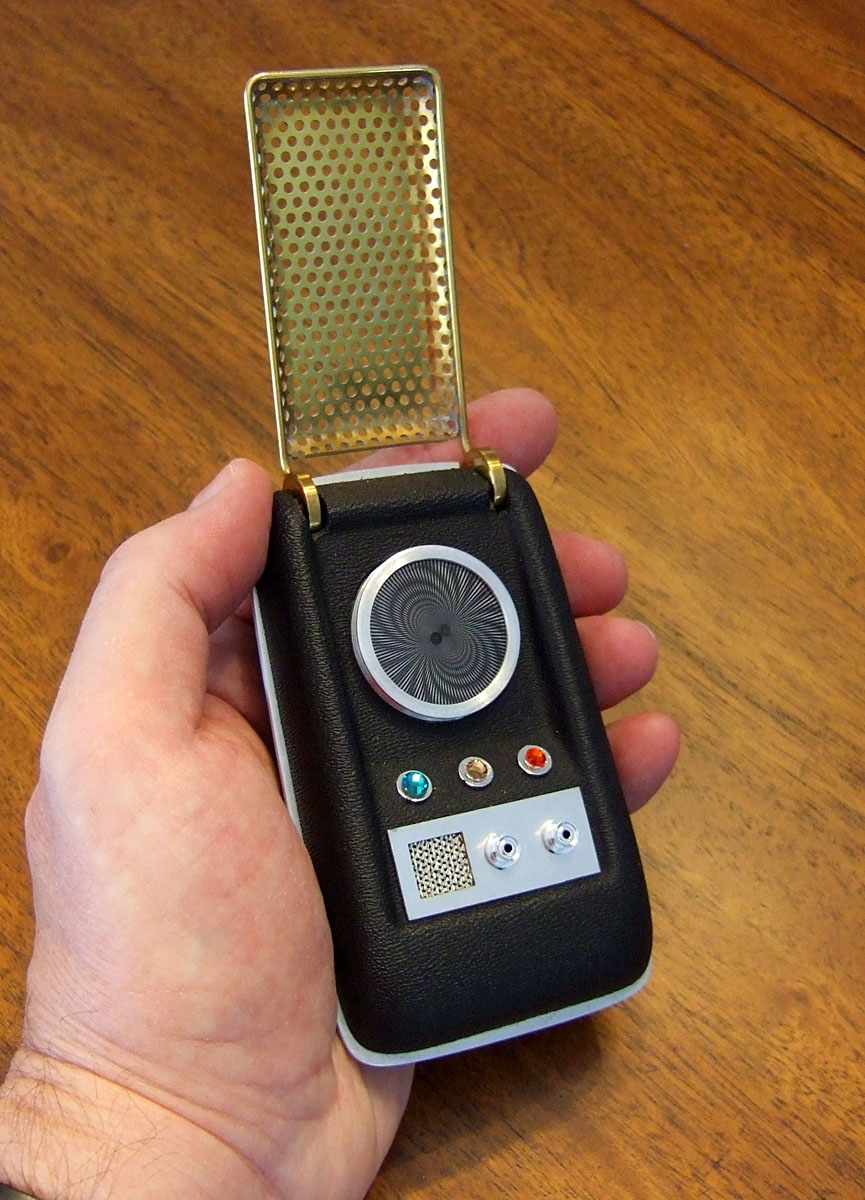
Réplica do comunicador utilizado pelos personagens de Star Trek

No meio da década de 1970, encorajado por uma base crescende de fãs, Roddenberry procurou criar uma segunda série de televisão de Star Trek (Star Trek: Phase II). A tentativa abortada se transformou no filme Star Trek: The Motion Picture em 1979. O filme for suficientemente bem na bilheteria para ser seguido por vários filmes na década de 1980. Em 1987, Roddenberry criou uma segunda série de Star Trek chamada Star Trek: The Next Generation, que se passava abordo da nave estelar USS Enterprise (NCC-1701-D), mais de 70 anos após a série original. Diferentemente da série original, que refletia a filosofia intervencionista americana, a The Next Generation tinha uma mensagem menos agressiva e mais liberal. Este programa, diferente de seu predecessor, foi transmitido por sindicação e vendido a várias transmissoras de TV ao invés de uma única. Se tornou extremamente popular, durando sete temporadas, recebendo duas sequências, uma prequela e quatro filmes.
Star Trek e seus spin-offs provaram ser extremamente populares nas reprises, sendo mostradas repetidamente nos Estados Unidos e no mundo. A franquia Star Trek é similarmente prolífica. Apenas Star Wars teve uma influência tão significativa como ficção científica no fenômeno da cultura popular. A franquia Star Trek teve:
- cinco séries que venceram 31 Emmy Awards de 140 indicações;
- onze filmes que acumularam aproximadamente US$ 2.145 bilhões nas bilheterias, com o de maior sucesso sendo Star Trek (2009) com US$ 385 milhões e, depois de um acumalado de 9 indicações, foi o primeiro filme da franquia a vencer um Oscar, na categoria de Melhor Maquiagem;[52]
- 70 milhões de livros impressos;
- 120 CDs e 40 videogames com o título de Star Trek.

As convenções de Star Trek se tornaram extremamente populares. Seus fãs criaram termos "trekkies" e "trekkers" para descreverem a si mesmos.
A influência cultural do programa vai além de sua longevidade e lucratividade. Uma subcultura inteira cresceu ao redor do programa, há indicações que Star Trek influênciou a vida de muitas pessoas. Muitos engenheiros, cientistas e médicos dizem que suas escolhas profissionais foram influenciadas por Star Trek. O inventor do primeiro celular não-veícular, Martin Cooper, diz que foi motivado a criar o aparelho após assistir a série. Além disso, frases como "Resistir é inútil" e as baboseiras tecnológicas entraram no cotidiano. Palavras da série, incluindo Klingon, foram adicionadas ao Oxford English Dictionary. Aparelhos ficcionais do programa são citados como influência para muitos dos aparelhos atuais, como o celular (comunicador).
Há um consenso que a partir da década de 1990 a franquia começou a decair em qualidade devido a sua exploração excessiva pela Paramount, com a produção de muitos spin-offs sendo realizados ao mesmo tempo. Muitos acharam que após o fracasso e o cancelamento de Star Trek: Enterprise em 2005 a franquia tinha chegado ao seu fim. Porém, com o lançamento do filme Star Trek, em 2009, e seu sucesso entre críticos e fãs, muitos comentaram que a franquia foi renovada e tinha um futuro novo e brilhante à frente.